# Wang Shijia
Wang Shijia (en chino: 王施佳; n. Liaoning, 25 de agosto de 1993) es una nadadora de estilo libre china.

## Biografía
Hizo su primera aparición olímpica en los Juegos Olímpicos de Londres 2012, nadando en la prueba de 200 m libre. Nadó en la cuarta serie, y quedó cuarta de la misma con un tiempo de 1:58.73, pasando a las semifinales al quedar en la posición 14 en el sumario total. Finalmente no llegó a pasar a la final al hacer el penúltimo peor tiempo de la semifinal. También nadó en la prueba de 4 x 100 m libre, corriendo en las series pero no en la final. También nadó los 4x200 m libre, formando parte del equipo chino, y quedando en sexta posición en la final.

## Marcas personales
- Actualizado a 3 de noviembre de 2014.

| Estilo      | Tiempo  | Competición                            |
| 100 m libre | 54.99   | Campeonato Mundial de Natación de 2011 |
| 200 m libre | 1:58.63 | Juegos Olímpicos de 2012               |